# Detonation
Detonation je nizozemski melodični death metal sastav.

## O sastavu
Osnovan je 1997. godine kao Infernal Dream, te su prvu postavu činili pjevač i gitarist Koen Romeijn, gitarist Mike Ferguson, bubnjar Thomas Kalksma i basist Otto Schimmelpenninck. Iduće godine mjenjaju ime, te nakon dva dema i EP-a Lost Euphoria, samostalno objavljuju svoj prvi studijski album An Epic Defiance. Albumom su privukli pozornost francuske izdavačka kuće Osmose Productions, s kojom potpisuju ugovor, te kreću u Englesku na svoju prvu turneju izvan Nizozemske. Godine 2004. kreću na europsku turneju sa sastavom Dimension Zero, a nakon objavljivanja drugog studijskog albuma Portals to Uphobia, s Decapitatedom. Nakon trećeg albuma Emission Phase iz 2007., Kalksma napušta sastav te ga zamjenjuje Mike van der Plicht, a Romeijn se odlučuje usredotočiti samo na pjevanje, te novi gitarist postaje Danny Tunker. Godine 2010. ponovo dolazi do promjene postave, odlaze Schimmelpenninck, van der Plicht i Tunker, te umjesto njih dolaze Harry van Breda i Allard van der Kuip. Sastav je svoj najnoviji četvrti studijski album Reprisal samostalno objavio u travnju 2011.

## Članovi sastava
Sadašnja postava
- Koen Romeijn -	gitara (1997. – 2008., 2010.-), vokal (1997.-)
- Mike Ferguson - gitara (1997.-)
- Harry van Breda - bas-gitara (2010.-)
- Allard van der Kuip - bubnjevi (2010.-)

Bivši članovi
- Otto Schimmelpenninck van der Oije - bas-gitara (1997. – 2010.)
- Thomas Kalksma - bubnjevi (1997. – 2008.)
- Mike van der Plicht - bubnjevi (2008. – 2010.)
- Danny Tunker - gitara (2008. – 2010.)

## Diskografija
Studijski albumi
- An Epic Defiance (2002.)
- Portals to Uphobia (2005.)
- Emission Phase (2007.)
- Reprisal (2011.)

EP
- Lost Euphoria (2000.)

## Vanjske poveznice
- Službena stranica